# Daniel Hensel

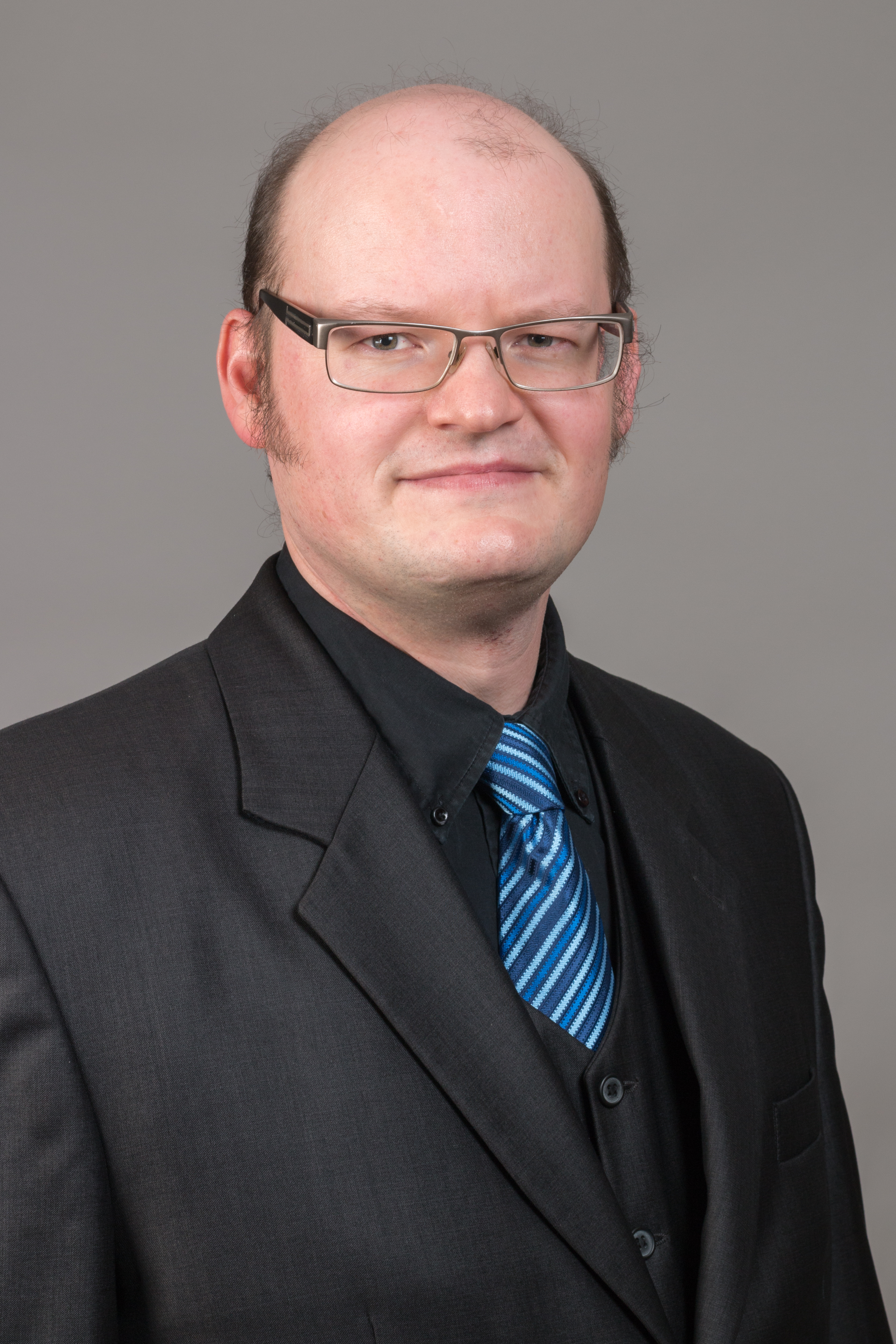
Daniel Hensel, 2014

Daniel Hensel (ur. 17 kwietnia 1978 w Büdingen) – niemiecki kompozytor i muzykolog.

## Wczesne lata
Hensel pochodzi z rodziny muzyków rockowych i tanecznych, jego dziadek studiował flet poprzeczny i był studentem Kurta Hessenberga. Jego ojciec grał w zespołach rockowych. W wieku siedmiu lat Daniel Hensel rozpoczął naukę gry na gitarze klasycznej u Michaela Winterlinga. Od dwunastego roku życia pobierał lekcje gry na pianinie u Johanna Baumanna, byłego ucznia pianisty z Hanau, Willy’ego Bissinga. Piętnastoletni Hensel przygotowywał się pod kierunkiem Gerharda Schaubacha do egzaminów wstępnych do klasy fortepianu w Konserwatorium Doktora Hocha (Hoch’sche Konservatorium). Na tej uczelni Hensel po raz pierwszy zetknął się z austriackim kompozytorem Gerhardem Schedlem (1957–2000). Schedl szkolił go przez następne pięć lat, od 1994 do 1999 w dziedzinie kompozycji, kontrapunktu, harmonii i instrumentacji. Styczność z Schedlem wpłynęła zasadniczo na postrzeganie muzyki przez młodego muzyka. Ponadto Hensel pobierał naukę gry na pianinie u Wolfganga Hessa i Norberta Brechta, jak również uczęszczał na lekcje gry na flecie poprzecznym u Annegret Lucke. Od 1997 do 1998 Hensel odbywał zastępczą służbę cywilną w ratownictwie w Niemieckim Czerwonym Krzyżu w Büdingen. Następnie przeszedł praktyczne szkolenie pracując jako pomocnik w ratownictwie medycznym. W 2000 roku zdał egzamin z ratownictwa medycznego i pracował do 2005 roku jako sanitariusz ratownictwa medycznego.

## Studia
Od 1999 Hensel studiował kompozycję u prof. Heinza Winbecka w Wyższej Szkole Muzycznej w Würzburgu. Od 2003 roku kontynuował studia pod kierunkiem prof. Manfreda Trojahna w Wyższej Szkole im. Roberta Schumanna w Düsseldorfie. W dniu 27.01.2004 zdał z wyróżnieniem egzamin dyplomowy z kompozycji. Ponadto Hensel uczęszczał na zajęcia grupowe z kompozycji prowadzone przez Wolfganga Rihma w Karlsruhe. W semestrze zimowym 2004/2005 Hensel podjął studia podyplomowe z kompozycji u prof. Michaela Obsta w Wyższej Szkole Muzycznej im. Franza Liszta w Weimarze. Od roku 2005 do roku 2008 Hensel studiował kompozycję w klasie mistrzowskiej prof. Heinza Winbecka w Wyższej Szkole Muzycznej w Würzburgu. Od semestru letniego 2009 do semestru zimowego 2010/11 Hensel studiował muzykologię we Frankfurcie nad Menem u prof. Petera Ackermanna. Studia te zakończył egzaminem promocyjnym zdanym dnia 13.07.2011 z oceną „magna cum laude”. Tematem jego pracy doktorskiej była „Muzyka Gerharda Schedla”. Hensel habilitował się w zakresie muzykologii systematycznej w 2016 roku na Uniwersytecie Marcina Lutra w Halle-Wittenberg i jest tam od tego czasu Privatdozent. Wraz z twórcą oprogramowania Ingo Jache opracował oprogramowanie do analizy muzycznej PALESTRiNIZER i opublikował wiedzę zdobytą za pomocą oprogramowania w badaniach tonalności jako „Wkład do informatyki muzycznej, trybu, dźwięku i projektowania czasu w motetach Lassus i Palestrina”. Wykłada również muzykologię historyczną na Uniwersytecie Muzyki i Sztuk Scenicznych we Frankfurcie nad Menem i był nauczycielem do zadań specjalnych na Uniwersytecie Saary.

## Oddźwięk
Utwory Hensela były odtwarzane w ramach różnych festiwali i warsztatów, jak również w radiu HR2, między innymi podczas Dni Muzyki w Kassel w 2005 roku (prapremiera utworu „Pomiędzy dźwiękami op.9”. granego przez muzyków Państwowego Teatru w Kassel, pod kierownictwem dyrygenta Bernharda Langa). W dniu 17.06.2007 odbyła się prapremiera utworu „Refleksje dla orkiestry op.16” skomponowanego przez Hensela dla orkiestry Junges Klagforum Mitte na galę „Europa – Niebieska Gwiazda” z okazji przekazania Portugalii prezydencji Unii Europejskiej przez Niemcy. Utwór Hensela był niemieckim wkładem do hymnu europejskiego, granego w sali koncertowej przy Gendarmenmarkt w Berlinie pod dyrekcją Sebastiana Weigla.
W roku 2007 flecistka Carin Levine zaprezentowała w Radiu Bawarskim wyłącznie dla niej napisany utwór „Sonata na flet op.14”. Utwór Hensela „Śpiew błogosławionego życia op.18” został zaprezentowany w Operze Stuttgarckiej razem z 2. Symfonią Gustava Mahlera. Muzykolog dr. Christian Heindl stwierdza w swoim artykule opublikowanym z okazji drugiego koncertu symfonicznego w Stuttgarcie: „nie byłoby błędem uszeregować Hensela, który jest zarówno członkiem niemieckiego, jak i austriackiego stowarzyszenia kompozytorów w jednej linii z Schubertem, Mahlerem i Schedlem jako kontynuatora ich tradycji muzycznej w obecnych czasach. Dzisiejsza prapremiera utworu jest spełnieniem jego życiowego marzenia: wspólnego grania jego utworu w towarzystwie dzieła Gustava Mahlera”.
Hensel jest członkiem Towarzystwa Kompozytorów Niemieckich, Towarzystwa Kompozytorów Austriackich, Austriackiego Towarzystwa Muzyki Współczesnej, Towarzystwa Badań Muzycznych i GEMA.

## Wybrane dzieła
- Op. 35 Ale tam, gdzie jest niebezpieczeństwo, rośnie też oszczędność. Kompozycja elektroakustyczna na zamówienie hr2-kultur[10]

## Konkursy
- nagroda Gmünd/ Karyntia: Die musikalische Welt des Wassers, za kwartet smyczkowy: Im Nebel
- Nagroda sponsorska za występ na konkursie kompozytorskim Bacha 2020 w Eisenach[11]

## Publikacje Daniela Hensela
- Wilhelm Friedemann Bach. Epigone oder Originalgenie, verquere Erscheinung oder großer Komponist?, Stuttgart: ibidem 2011, ISBN 978-3-8382-0178-8.
- Von der Einheit in der Vielfalt oder der Lust am Subjektiven: Die Musik Gerhard Schedls, dargestellt an seiner Instrumentalmusik, Stuttgart: ibidem 2011, ISBN 978-3-8382-0278-5.
- Anleitung zum General-Bass (1805), einschließlich der Biographie: Karl Weigl: Emanuel Aloys Förster (1913), Hensel, Daniel (Ed.), Stuttgart ibidem 2012, ISBN 978-3-8382-0378-2.
- 'Beiträge zur Musikinformatik, Modus, Klang- und Zeitgestaltung in Lassus- und Palestrina-Motetten’. Springer Fachmedien, Wiesbaden 2017, ISBN 978-3-658-18272-4 (Print), ISBN 978-3-658-18273-1 (electronic)
- Elementar-Lehrbuch der Harmonie- und Generalbasslehre, Reprint der Ausgabe Linz 1841, mit handschriftlichen Eintragungen Anton Bruckners, kommentiert und mit einer Studie versehen von Daniel Hensel, hrg. von Andreas Lindner/Klaus Petermayr, Linz 2017, ISBN 978-3-903196-01-8.
- Simon Sechter, seine Fundamentalbass-Theorie und ihre Auswirkungen auf die musikalische Konstruktion im Werk Anton Bruckners. In: Andreas Lindner und Klaus Petermayr (Hrsg.): Bruckner-Jahrbuch 2011–2014. Linz 2015, ISBN 978-3-902681-30-0.
- Das Handexemplar Bruckners des „Elementar-Lehrbuchs der Harmonie- und Generalbasslehre von Johann August Dürrnberger”. In: Andreas Lindner und Klaus Petermayr (Hrsg.): Brucknerjahrbuch 2015–17. Linz 2017, ISBN 978-3-903196-00-1.
- Der Neapolitaner und andere tonale Aspekte in Weberns op.10, Nr.4. In: Archiv für Musikwissenschaft, Band 76, Dezember 2019, Heft 4, pp 307-314.[12]

### Artykuły leksykonowe
- - Hensel, Daniel: Heinz Winbeck, w: Komponisten der Gegenwart (KDG), 65. Nflg, 12/19, edition text+kritik München 2019
  - Hensel, Daniel: Gerhard Schedl, w: Komponisten der Gegenwart (KDG), 66 Nflg, 1/20 edition text+kritik München 2020

### Audycje radiowe
- - „Ich hab’ meine Arbeit getan…” Heinz Winbeck, eine Sendung von Daniel Hensel, auf hr2-kultur.
  - „Musik ist eine Sucht” – Der Komponist Gerhard Schedl, eine Sendung von Daniel Hensel, auf hr2-kultur[13].

## Dyskografia
Streaming i publikacje cyfrowe
- Duet na altówkę i tubę op.7, Garth Knox, Gérard Buquet w iTunes[14], Apple Music[15], Amazon Music[16], Spotify[17] i Deezer
- Pięć małych utworów fortepianowych op. 3, nie. 1 (20 Years Edition) [Live] – EP, András Hamary, na iTunes[18], Apple Music[19], Amazon Music[20], Spotify[21] i Deezer